# Drużba (Tuwa)
Drużba (ros. Дружба) – wieś w Rosji, w Tuwie, w kożuunie baj-tajgińskim. W 2010 liczyła 576 mieszkańców.